# タナ (ラッパー)
スティーブン・デール・ルイス2世（Steven Dale Lewis II、2006年11月14日 - ）は、タナ（tana、旧名：BabySantana）またはBANAとして専門的に知られる、アメリカ合衆国のラッパー、歌手、ソングライター、音楽プロデューサーである。2021年初頭にシングル「14」と「Antisocial」がTikTokとSoundCloudで人気を博し、知名度を上げた。その後、2021年後半にリパブリック・レコードの子会社であるギャラクティック・レコードと契約した。

## 生い立ち
タナは、当時チーフ・キーフやフレッド・サンタナが牽引していたシカゴのトラップシーンに大きな影響を受けて育った。後者は、ベイビートロンと共に、彼の以前のラップ名義であるBabySantanaの由来ともなっている。

## キャリア

### 2020年：キャリアの始まり
タナは2020年に音楽キャリアを開始し、同年5月にYouTubeやSoundCloudなどのプラットフォームで楽曲を公開した。その後まもなく、タナは音楽プロデュースを学び始めた。後に、友人たちと「1500」という小さなコレクティブを結成した。当初はSlump6sのみがメンバーだったが、その後数年で追加のアーティストやプロデューサーが加わった。

### 2020年–21年：ブレイクスルー
タナは2020年にシングル「Prada」がソーシャルメディアプラットフォームでバイラルヒットしたことで名声を博し、ギャラクティック・レコードのレーベル仲間であるリル・テッカとのリミックスにつながった。
タナはキャッシュダミ、ミッドウェスト、Yvngxchrisといったアーティストと関連がある。彼は現在、リパブリック・レコードの子会社であるギャラクティック・レコードと契約しているが、複数のSoundCloudアカウントを通じてインディペンデントに音楽をリリースし続けている。タナとラッパー仲間のキャッシュダミは、2021年7月20日にコラボシングル「14」をリリースし、この曲はリリカル・レモネードのYouTubeチャンネルでフィーチャーされた。

### 2022年–現在：『Gaultier』
2022年、タナはデビュー・スタジオ・アルバム『Gaultier』を発表し、当初は2022年後半のリリースが予定されていた。2022年8月15日、タナは最初のプロモーションシングル「Swaggin Like This」をランシー・フーと共にリリースし、その4日後にはシングル「Hell Yeah」をリリースした。

## ディスコグラフィ

### スタジオ・アルバム
- Gaultier (2023)
- Bana (2024)